# Arnoldo Ellerman
Arnoldo Ellerman (Buenos Aires, 12 de enero de 1893 - Buenos Aires, 21 de noviembre de 1969) fue un ajedrecista, problemista y escritor argentino.

## Problemista de ajedrez
Ellerman, hijo de holandeses, compuso unos 5840 problemas de ajedrez, obtuvo 115 primeros premios, 152 segundos premios, 69 terceros premios y dos medallas de oro, en 1952 en Helsinki y en 1964 en Tel Aviv.
En 1959, en Luxemburgo, la Federación Internacional de Ajedrez le otorgó el título de Maestro Internacional de Composición, además recibió el título Honoris Causa junto con otros cuatro problemistas clásicos. La lista actualizada de Maestros Internacionales de Composición se encuentra en la página web de The World Federation for Chess Composition (WFCC). A la fecha de su fallecimiento no existía todavía el título de Gran Maestro para la Composición Ajedrecística.
Fue elegido presidente del primer Congreso Mundial de problemistas celebrado en Yugoslavia en 1958.

## Periodista de ajedrez
Desde 1915 fue director de la revista del Club Argentino de Ajedrez, entre 1939 y 1948 director de la revista Caissa, de la editorial Grabo, y posteriormente editó la revista El Ajedrez Argentino.

## Escritor de ajedrez
Arnoldo Ellerman escribió los siguientes libros sobre ajedrez:
- Cien problemas en dos jugadas, editorial Club Argentino de Ajedrez, Buenos Aires, año 1913.
- 8 astros del ajedrez mundial: Capablanca, Alekhine, Euwe, Botwinnik, Fine, Keres, Reshevsky, Flohr, en el torneo A.V.R.O., Holanda, año 1938, editorial Grabo, Buenos Aires, año 1944.
- Capablanca y Lasker en el campeonato del mundo; contiene las 14 partidas disputadas en La Habana año 1921, en el famoso match por el título de campeón del mundo, editorial Grabo, Buenos Aires, año 1944, coautores Emanuel Lasker y José Raúl Capablanca.
- 1001 problemas, editorial Grabo, Buenos Aires, año 1945.
- Match radial internacional de ajedrez, USA vs. USSR, septiembre de 1945, a diez tableros partida y revancha, editorial Grabo, Buenos Aires, año 1945, coautor Máximo V. Podesta.
- Finales elementales, editorial Grabo, Buenos Aires, año 1945, coautores Piotr Romanovski y E. Cognet.
- Mar del Plata, 1947; torneo internacional de maestros (12 de marzo al l de abril de 1947), editorial Grabo, Buenos Aires, año 1947-48.
- Torneo sextangular, Buenos Aires-La Plata, abril-mayo 1947: Stahlberg, Najdorf, Euwe, Eliskases, Pilnik, Rossetto, editorial Grabo, Buenos Aires, año 1949.
- Torneo panruso de entrenamiento, Leningrado-Moscú, 1939, editorial Grabo, Buenos Aires, año 1949, coautor Juan Manuel Suárez Japón.
- Los triunfos del problemista argentino. Arnoldo Ellerman, 1916-1956, editorial Círculo La Régence, Buenos Aires, año 1956.